# Alain Claude Sulzer
 (décembre 2021).
Si vous disposez d'ouvrages ou d'articles de référence ou si vous connaissez des sites web de qualité traitant du thème abordé ici, merci de compléter l'article en donnant les références utiles à sa vérifiabilité et en les liant à la section « Notes et références ».
Œuvres principales
Un garçon parfait
Alain Claude Sulzer, né le 17 février 1953 à Riehen, est un écrivain suisse alémanique.

## Biographie
Après une formation de bibliothécaire, il travaille comme journaliste. Il commence à écrire dans les années 1980. En 1990, il participe au concours du prix Ingeborg Bachmann à Klagenfurt, dont il sera membre du jury dix-huit ans plus tard, en 2008. Il reçoit en 2005 le prix Schiller et en 2008 le prix Médicis étranger pour le même livre, Un garçon parfait, sur les thèmes essentiels de l'amour, de la séparation, du mensonge à travers une histoire d'homosexualité.
Il se partage entre Bâle et Vieux-Ferrette en Alsace.
Il est l'auteur de romans, de nouvelles, d'essais et de pièces radiophoniques. Il est aussi traducteur depuis le français.
Les Éditions Jacqueline Chambon ont publié, le 2 avril 2008, Un garçon parfait, le 1er roman traduit en français de Alain Claude Sulzer.

## Distinctions
- 1983 : Förderpreis de la ville de Cologne
- 1984 : Rauriser Literaturpreis
- 1999 : Schillerpreis der Zürcher Kantonalbank (de)
- 2003 : Werkbeitrag der Stiftung Pro Helvetia
- 2005 : Einzelwerkpreis der Schweizerischen Schillerstiftung
- 2008 : Prix Médicis étranger pour Un garçon parfait (Ein perfekter Kellner)
- 2009 : Prix des auditeurs de la RTS pour Un garçon parfait[1]
- 2009 : Prix Hermann-Hesse (en) pour Leçons particulières (Privatstunden)

## Œuvres
- Das Erwachsenengerüst, Munich 1983
- Bergelson, Munich 1985
- Das Künstlerzimmer, Stuttgart 1988
- Die siamesischen Brüder, Stuttgart 1990
- Urmein, Stuttgart 1998
- Annas Maske, Zurich 2001
- Ein perfekter Kellner, Zurich 2004
- Privatstunden, Zurich 2007
- Zur falschen Zeit, Berlin 2010
- Aus den Fugen, Berlin 2012
- Postskriptum, Cologne, 2015

## Œuvres traduites en français
- Un garçon parfait (Ein perfekter Kellner), traduction française de Johannes Honigmann, Nîmes : Jacqueline Chambon, avril 2008, 236 p.  (ISBN 978-2-7427-7400-5)
- Leçons particulières (Privatstunden), traduction française de Johannes Honigmann, Nîmes : Jacqueline Chambon, septembre 2009, 256 p.  (ISBN 978-2-7427-8588-9)
- Une autre époque (Zur falschen Zeit), traduction française de Johannes Honigmann, Nîmes : Jacqueline Chambon, janvier 2011, 268 p.  (ISBN 978-2-7427-9502-4)
- Une mesure de trop (Aus den Fugen), traduction française de Johannes Honigmann, Nîmes : Jacqueline Chambon, septembre 2013, 272 p.  (ISBN 978-2-330-02248-8)
- Post-scriptum (Postskriptum), traduction française de Johannes Honigmann, Nîmes : Jacqueline Chambon, septembre 2016, 278 p.  (ISBN 978-2-330-06656-7)
- La jeunesse est un pays étranger (Die Jugend ist ein frendes Land), traduction française de Johannes Honigmann, Nîmes : Jacqueline Chambon, avril 2018, 232 p.  (ISBN 978-2-330-09720-2)

## Traductions
- Charles Cros : Verdreht, vernünftig, sauber, Köln 1995
- Jean Echenoz : Ein malaysischer Aufruhr, Stuttgart 1989
- Georges Feydeau : Zu früh. Zu spät, Köln 1994
- Jules Renard : Die Magd Ragotte, Stuttgart 1991
- Victorien Sardou : Die verfolgte Unschuld, Köln 1995
- Daniel Stauben : Eine Reise zu den Juden auf dem Lande, Augsburg 1986